# Accipiter brevipes

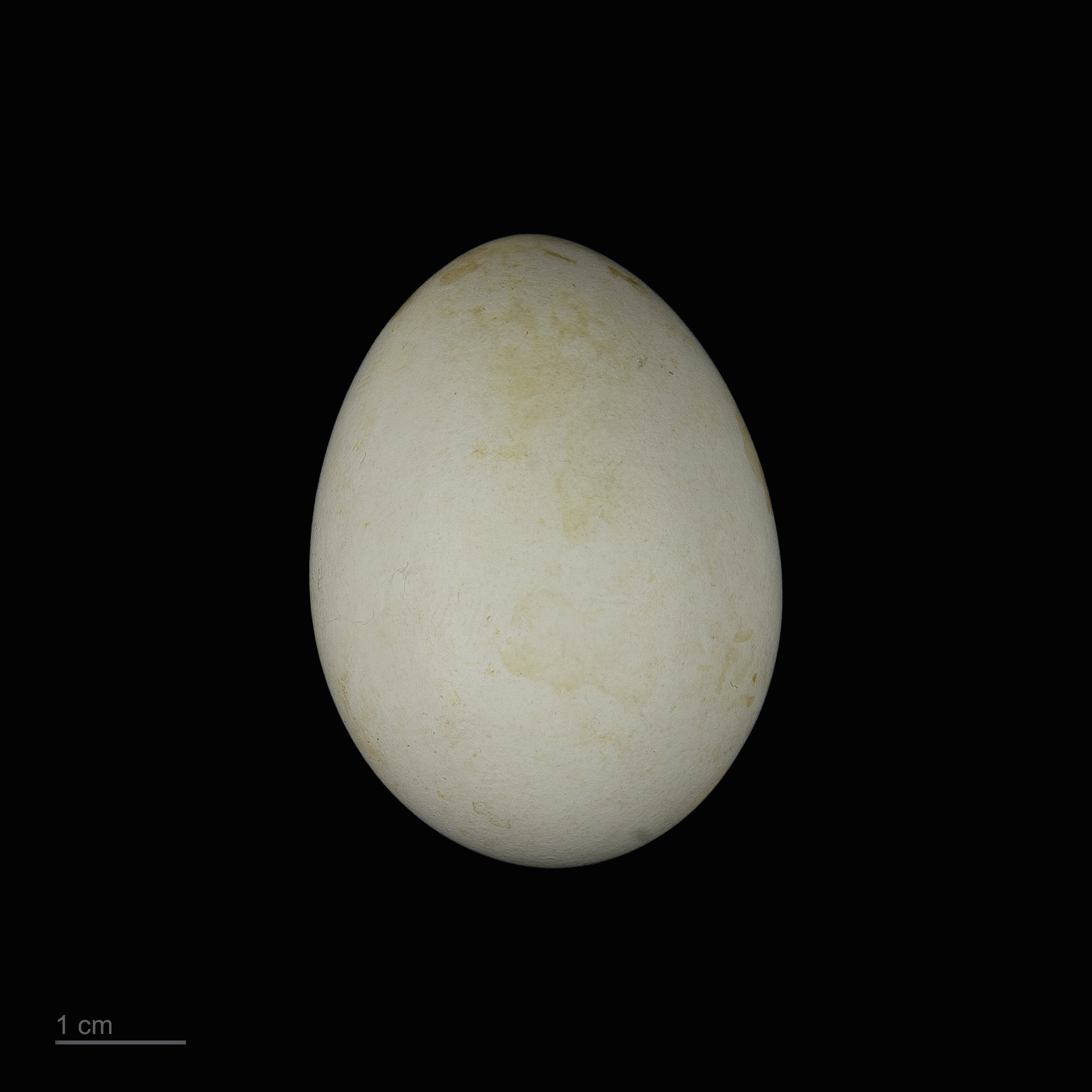
Accipiter brevipes - MHNT

El gavilán griego (Accipiter brevipes) es una especie de ave accipitriforme de la familia Accipitridae común en los bosques de Grecia, los Balcanes y el sur de Rusia; en invierno emigra al noreste de África y la península arábiga. Se trata de un gavilán de cola bastante corta y alas puntiagudas. SU porte, largo y esbelto, le hace reconocible en sus trepidantes vuelos en la espesura de los bosques que habita. En el sureste de Europa es más común encontrarlo en zonas de montaña. No se conocen subespecies.

## Alimentación
Como los demás gavilanes, caza a sus presas en un vuelo rápido y bajo, en ocasiones rasante. Se alimenta de mamíferos de pequeño y mediano tamaño (ratones, ratas de campo, ardillas) y pequeños pájaros, aunque a veces también caza reptiles e insectos. Se lanza a por sus víctimas tras un largo periodo de observación desde una percha.

## Reproducción
Construye el nido en árboles, en su mayoría caducifolios, utilizando ramas finas y otros materiales para forrarlo. Incuba durante 30-35 días una puesta que suele variar entre los 3 y los 5 huevos.